# Twisted Metal: Small Brawl
Twisted Metal: Small Brawl est un jeu de combat motorisé sorti en 2001 sur PlayStation. C'est le sixième jeu de la série Twisted Metal. Quoique destiné à un public plus jeune que les autres épisodes, Small Brawl garde en partie l'humour violent caractéristique de la série.

## Personnages
Twisted Metal: Small Brawl reprend les personnages des premiers épisodes sous la forme d'enfants ou d'adolescents, qui participent à un concours de voitures télécommandées organisé par un enfant nommé Billy Calypso.

### Personnages jouables en début de jeu
| Nom du véhicule | Type de véhicule                | Conducteur | Attaque spéciale                                   |
| --------------- | ------------------------------- | --- | -------------------------------------------------- |
| Crimson Fury    | Voiture de sport                | Un garçon qui se fait appeler Agent Stone et qui se prend pour un agent secret britannique. Il veut mettre fin au règne de terreur de Calypso. | 3 avions en papier enflammés                       |
| Hammerhead      | Monster truck                   | Un adolescent qui rêve de devenir une star du rock, et qui sait que Calypso peut réaliser son rêve.                                            | Écraser ses adversaires                            |
| Mr. Grimm       | Moto de cascadeur               | Un garçon obsédé par Halloween, qui recherche la porte de Halloweenland.                                                                       | Jack-o'-lantern                                    |
| Outlaw          | Voiture de police               | Un garçon qui veut devenir officier de police, et qui participe au concours pour ramener Calypso à la justice.                                 | Taser à distance                                   |
| Shadow          | Corbillard                      | Un garçon bizarre nommé Mortimer, qui participe au concours pour que Calypso lui rende sa grenouille apprivoisée.                              | Figurine du Faucheur                               |
| Slam            | Engin de construction           | Le plus grand et le plus âgé des participants, il veut se venger de Calypso qui a détruit sa cabane.                                           | Frapper ses adversaires                            |
| Spectre         | Voiture de sport                | Un garçon qui se déguise en fantôme avec un drap sur la tête ; il veut retrouver son père disparu.                                             | 3 fantômes                                         |
| Sweet Tooth     | Camion de glaces                | Le plus jeune et le plus fou des participants, il concourt pour un peu de crème glacée.                                                        | Bonbon glacé                                       |
| Thumper         | Lowrider                        | Deux garçons branchés nommés Vinnie et Bruce, qui veulent la chaîne stéréo ultime.                                                             | 3 attaques sonores                                 |
| Twister         | Voiture de course               | Une fille qui adore aller vite, et qui recherche l'ultime frisson en course.                                                                   | Tornade                                            |
| Warthog         | Véhicule de combat tout-terrain | Un jeune GI fatigué du harcèlement de Calypso, qui participe pour déclencher une guerre que Calypso n'oubliera jamais.                         | Missiles à tête chercheuse rouges, blancs et bleus |

### Personnages déverrouillables
| Nom du véhicule | Type du véhicule                       | Conducteur                                                                               | Attaque spéciale                                  |
| --------------- | -------------------------------------- | ---------------------------------------------------------------------------------------- | ------------------------------------------------- |
| Axel            | Engin à deux roues                     | Axel participe pour montrer son habileté au combat avec son véhicule.                    | Tournoyer et tirer des missiles à tête chercheuse |
| Darkside        | Semi-remorque                          | Un garçon mystérieux nommé Jimmy Ash, la raison pour laquelle il participe est inconnue. | Tamponner ses adversaires                         |
| Mime            | ?                                      | Une actrice qui ne participe que pour imiter les autres participants.                    | Toutes                                            |
| PieceMeal       | Véhicule composé de différentes pièces | Le dernier boss du jeu, composé de différentes pièces des autres véhicules.              | Toutes                                            |
| Trapper         | ?                                      | Le boss du niveau Minigolf Mayhem, dirigé par un enfant sauvage.                         | Singes rouges                                     |

## Niveaux
- Playground Peril : Une aire de jeux et le premier niveau. Elle contient beaucoup de bonus de santé et pas de zone vraiment dangereuse.
- Carn o'Maul : Une fête foraine contenant un pendule tranchant, une scie circulaire qui sort du sol et un squelette qui endommage les véhicules qu'il touche.
- Easy Death Oven : Une cuisine, dont les principaux obstacles sont des plaques de cuisson et un four à micro-ondes.
- MiniGolf Mayhem : Un golf miniature rempli de pièges. En mode scénario, une fois que les premiers adversaires sont éliminés, certaines zones se ferment et le boss, Trapper, apparaît.
- Meat your Maker : Une chambre froide de boucherie. L'obstacle le plus dangereux est un hachoir au bout d'un tapis roulant.
- Gridiron Gore : Un grand terrain de football, dont le seul obstacle est une tondeuse.
- TreeTop Rumble : La nouvelle cabane de Slam.
- Now Slaying : Le dernier niveau, un cinéma où l'écran retransmet ce qui se passe dans la salle. En mode scénario, Piecemeal apparaît une fois que les premiers adversaires ont été éliminés.

### Niveaux bonus
- Buster's Lanes : Une piste de bowling, où des boules de bowling peuvent écraser les véhicules.
- Shock Therapy : Un laboratoire de savant fou.
- Holiday Havoc : Une maison la veille de Noël, avec un père Noël coincé dans la cheminée.